# Futbol'nyj Klub Žemčužina-Soči
Il Futbol'nyj Klub Žemčužina-Soči (in russo Футбольный клуб Жемчужина-Сочи Футбольный?, traslitterazione anglosassone Zhemchuzhina-Sochi) è stata una società calcistica russa con sede a Soči nel Territorio di Krasnodar a Sud-ovest dello stato.

## Storia
Lo Žemčužina Soči è stata fondata nel 1991 in contemporanea con la dissuluzione dell'Unione Sovietica.
Il primo anno il club disputò una buonissima stagione nella Vtoraja Nizšaja Liga, quarto livello del Campionato sovietico di calcio vincendo il girone 4; grazie anche alla dissoluzione dell'Unione Sovietica il club venne ammesso direttamente nella Pervaja Liga, seconda serie del neonato Campionato russo di calcio.
Al secondo anno di attività cambiò nome in Žemčužina-Amerus Enterprises: la squadra disputò una buona stagione (1992) nella seconda divisione russa venendo promossa nell'allora Vysšaja Liga. L'anno successivo tornò alla denominazione di Žemčužina nome che mantenne fino al 2003 con l'eccezione del 1994 quando fu chiamato Žemčužina-Kuban.
Rimase in Prem'er-Liga fino al 1999, quando finì penultimo, retrocedendo. L'anno successivo finì diciassettesimo, andando incontro ad una nuova retrocessione; fino a quando la società si sciolse nel 2003 per problemi economici.
Nel 2004 fu quindi fondata una nuova squadra, il Soči-04 che rappresentò la città di Soči. Nel 2007 il club fu rifondato per opera del presidente Dmitry Yakushev, inizialmente col nome di Žemčužina-A, quindi dal 2008 come Žemčužina. Come agli inizi, la squadra cominciò molto bene aggiudicandosi dopo 3 stagioni la Vtoroj Divizion nel 2009 e ottenendo la promozione in Pervaja liga.
Nel corso del campionato 2011-'12 la squadra si ritirò dopo aver disputato appena diciannove giornate della prima fase.

## Palmarès

### Competizioni nazionali
- Vtoraja Nizšaja Liga: 1

1991 (Girone 4)
- PFN Ligi: 1

1992
- Pervenstvo Professional'noj Futbol'noj Ligi: 1

2009 (Girone Sud)